# Гел, Йост ван
Йост ван Гел (нидерл. Joost van Geel; 20 октября 1631, Роттердам, Южная Голландия — 31 декабря 1698, Роттердам) — голландский рисовальщик, живописец и гравёр в технике офорта, путешественник и поэт, один из малых голландцев «Золотого века голландской живописи». Мастер небольших картин бытового и портретного жанров. Ученик Габриеля Метсю.

## Жизнь и творчество
Йост ван Гел родился в семье торговца в Роттердаме, провинция Южная Голландия. Получил коммерческое образование, но стал живописцем и поэтом. Путешествовал по Франции, Германии и Англии, чтобы совершенствовать свою технику живописи.
По свидетельству Арнольда Хоубракена, автора знаменитых жизнеописаний нидерландских художников, ему никогда не удавалось узнать об этом художнике больше, чем то, что он узнал из картины «Женщина с няней и ребёнком», которую он описал так: «Моё внимание привлекло произведение, подписанное ван Гелом, на котором изображена няня с ребёнком на коленях, а рядом стоящая мать в красной куртке, отороченной белым мехом, довольно искусно обёрнутой вокруг нее, и жёлтой атласной юбке с естественными складками, играющая с ребенком… Не знаю, был ли этот художник учеником Метсю, но произведение было так искусно выполнено в его манере, что его можно было принять за произведение его руки. Я не видел никаких других работ этого художника, и все те, кого я спрашиваю, никогда не слышали о нём или его работах, это заставляет меня предполагать, что многие смелые души подавляются в зародыше из-за отсутствия покровительства».
На картине, описанной Хоубракеном имеется подпись «VGeel Metsu», в которой буква «L» соединена с (поддельной) подписью «Metsu». Это понятно, поскольку в то время был распространён обычай подделки подписей именами более известных художников ради выгодной продажи картин. По данным «RKD» Йост ван Гел действительно был учеником Метсю, работал в Лейдене, Лондоне и Рейнсбурге (также, возможно, во Франции), прежде чем вернуться после 1666 года в Роттердам.
Творчество ван Гела часто сравнивают с картинами его земляка Якоба Охтервелта. Ван Гел предпочитал бытовые и библейские сюжеты, но также писал морские пейзажи.
Ван Гел писал стихи, некоторые из которых были опубликованы при его жизни. Его сборник стихов был опубликован посмертно в 1724 году. В 1666 году он женился и имел пятерых детей, двое из которых умерли молодыми.
Картина Йоста ван Гела, изображающая кружевницу в красной куртке «сульп», похожая на описание Хоубракена, была обнаружена и показана в 2011 году в голландской телевизионной программе «Tussen Kunst en Kitsch» и оценена примерно в 250 000 евро.
В Роттердаме в честь художника названа улица: Йост ван Гилстраат. В санкт-петербургском Эрмитаже имеется одна картина ван Гела «Дуэт».

## Галерея

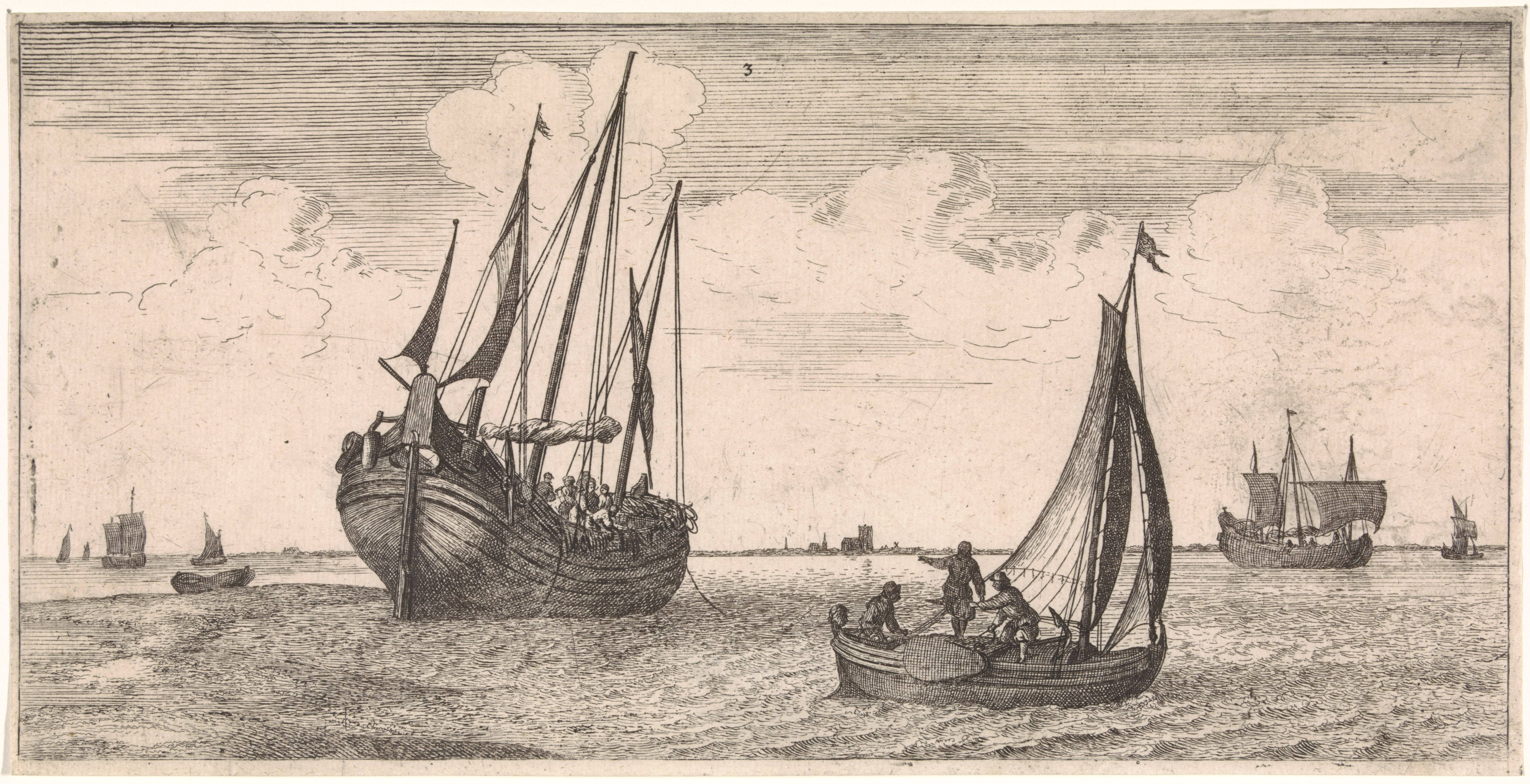
Селёдочная баржа и почтовый катер. 1666. Офорт
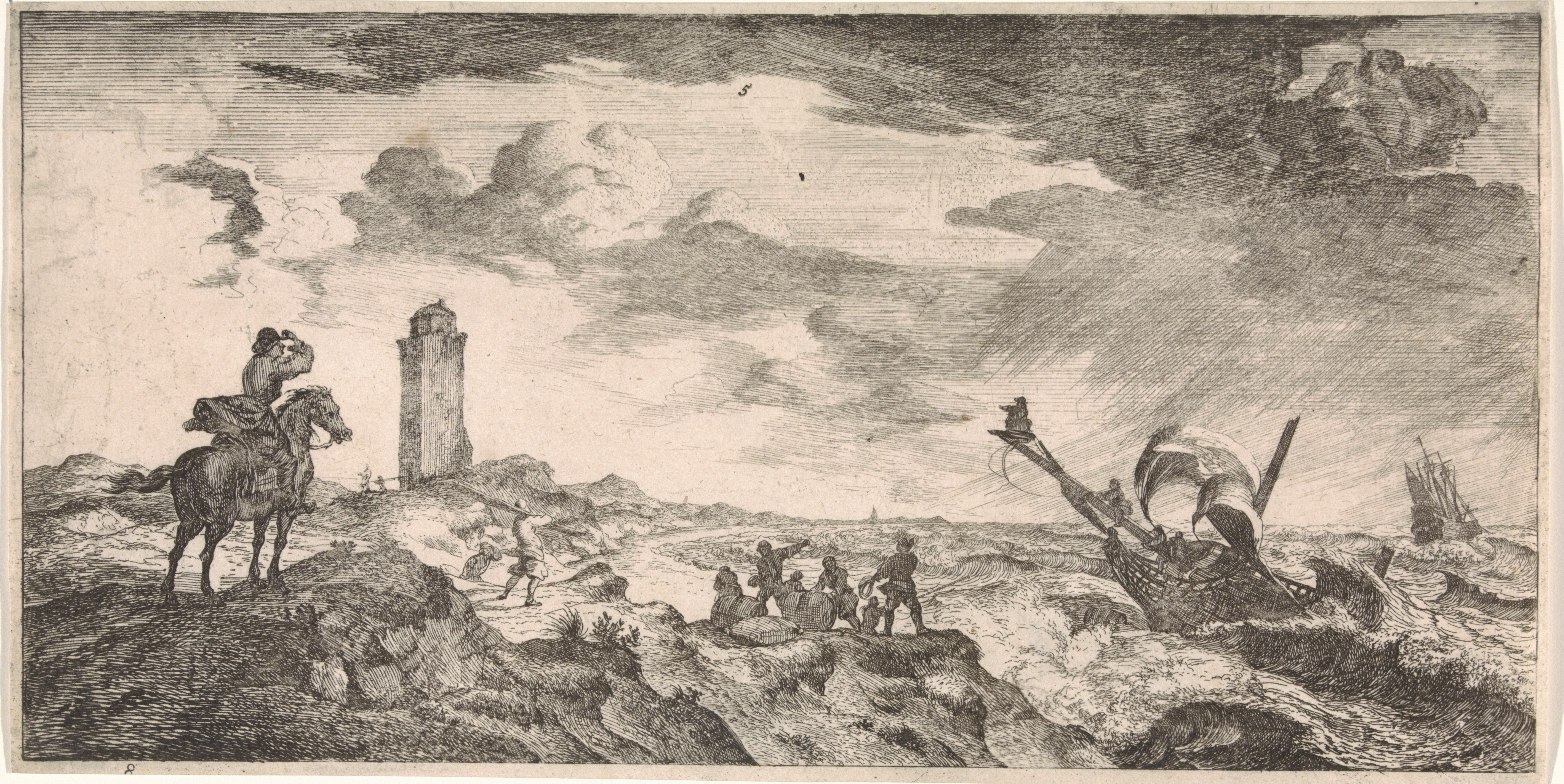
Шторм на море. 1666. Офорт
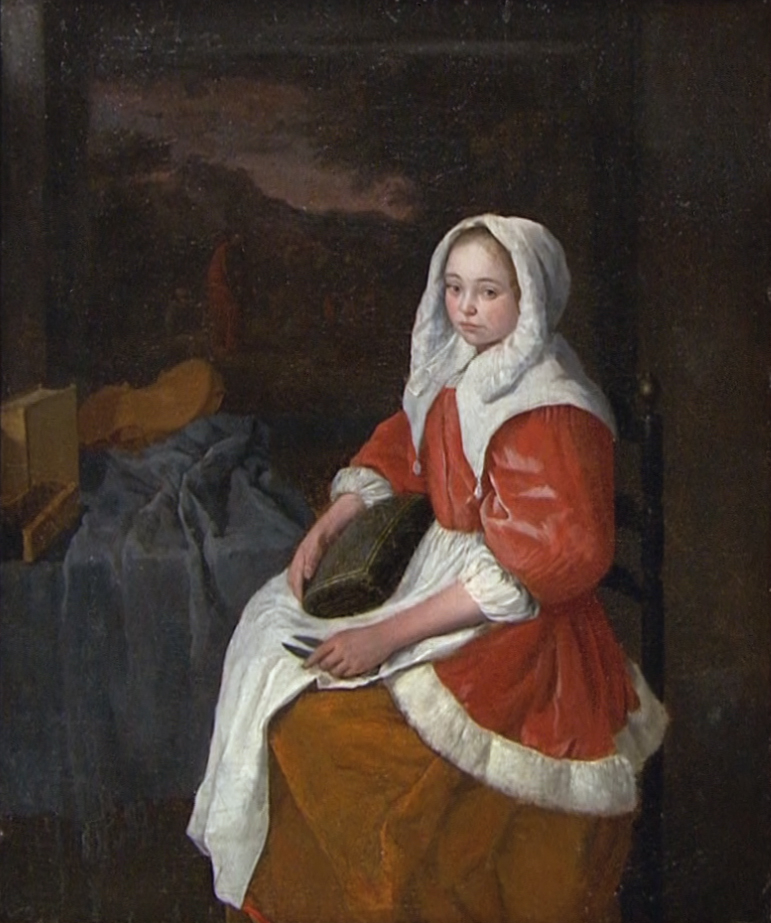
Кружевница. Дерево, масло. Частное собрание
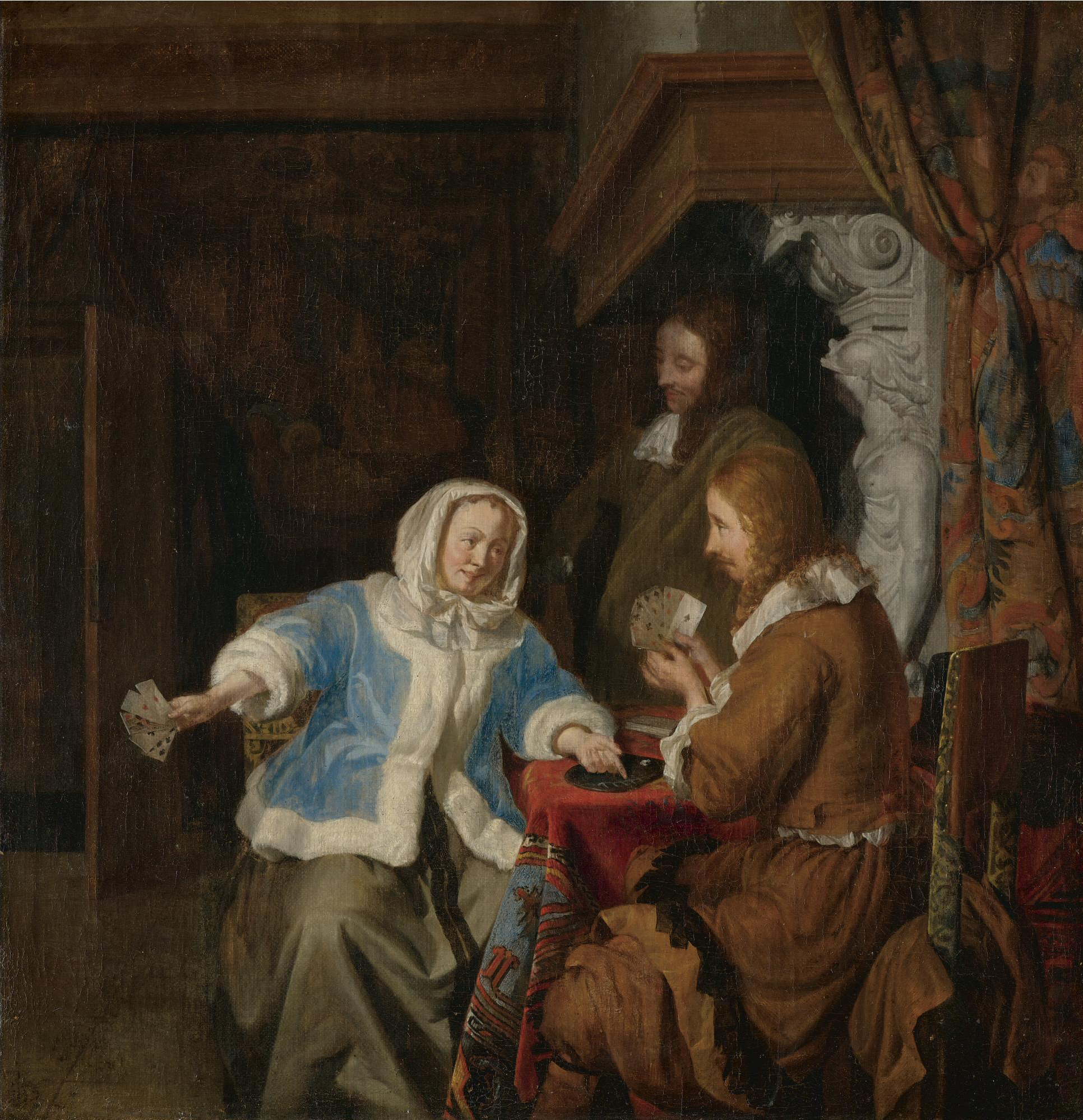
Игроки в карты. 1660-е. Холст, масло. Частное собрание
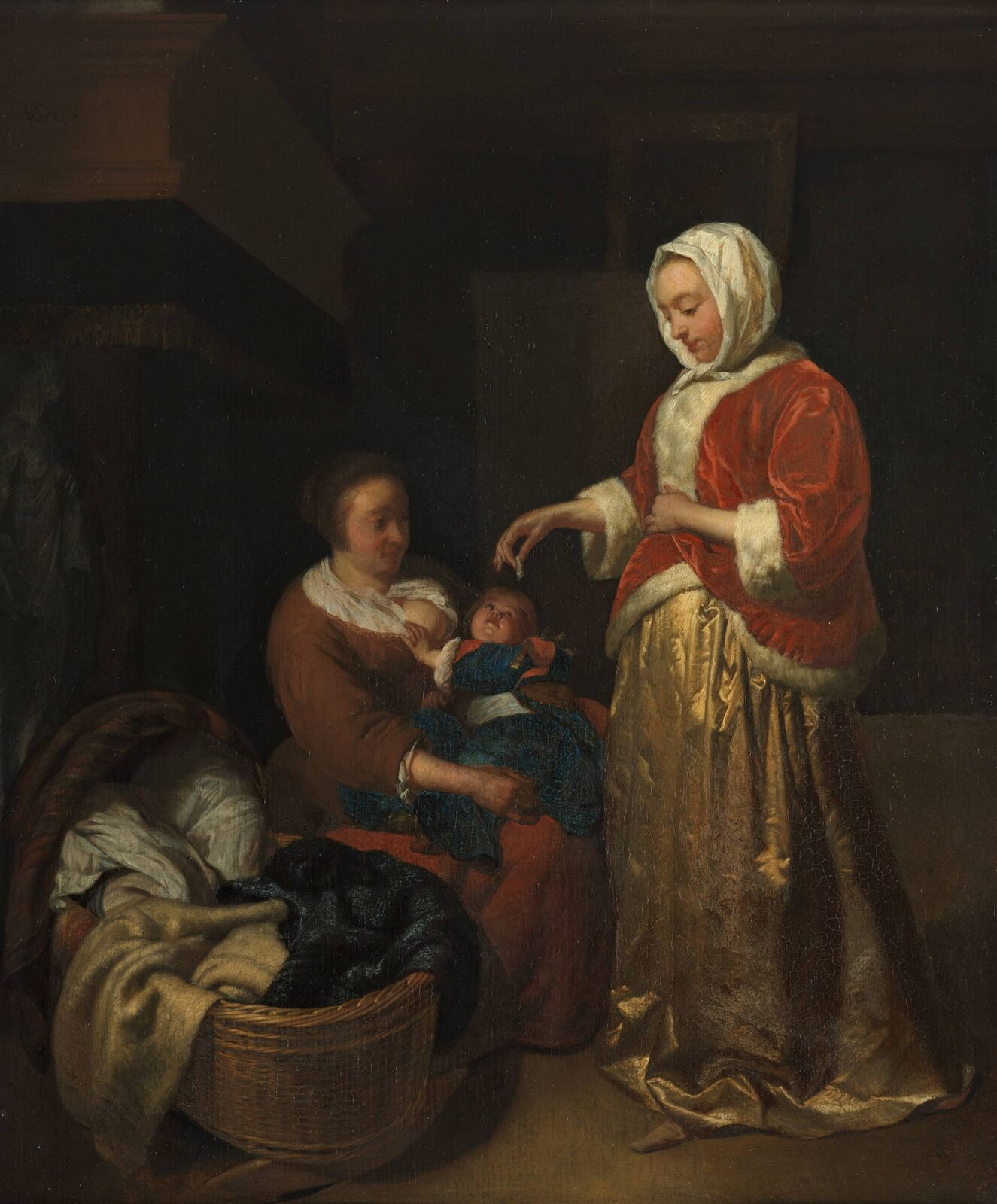
Интерьер с матерью, няней и младенцем. Между 1660 и 1680. Дерево, масло. Музей Бойманса — Ван Бёнингена, Роттердам
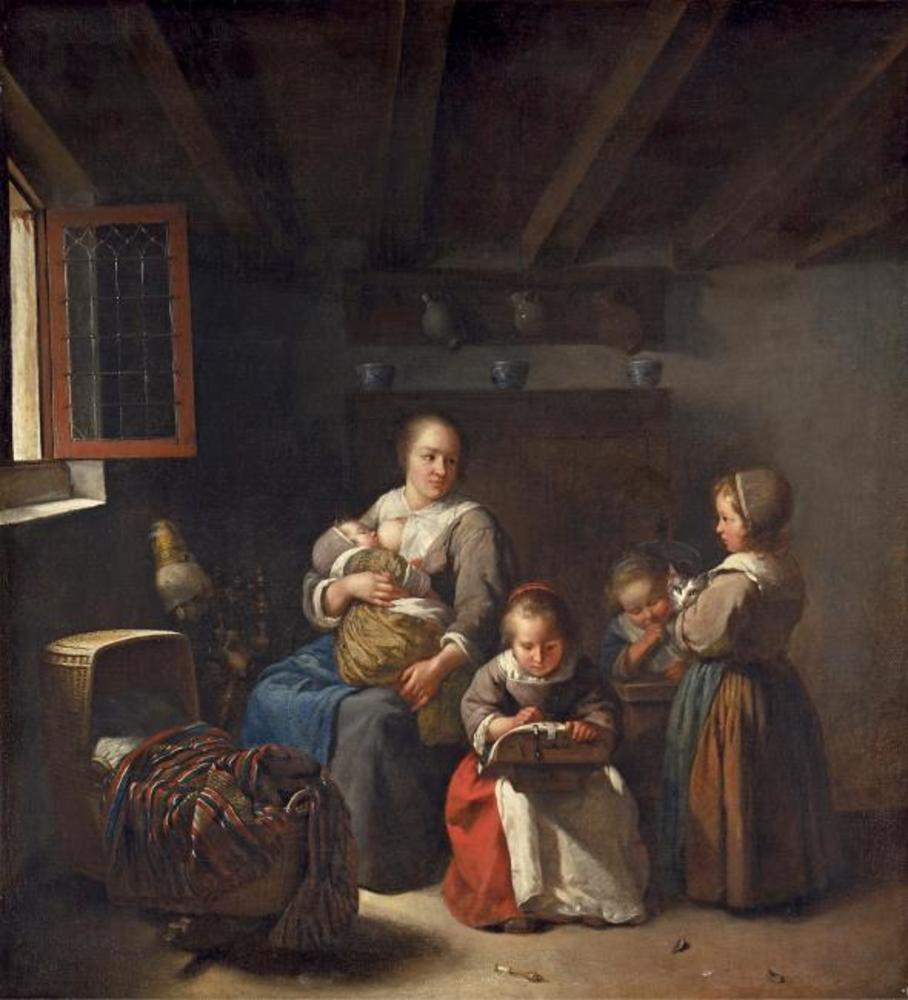
Мать с детьми. 1675. Холст, масло. Рейксмюсеум, Амстердам